# Ximena Garzón
Ximena Patricia Garzón Villalba (Quito, 11 de enero de 1971) es una médica e investigadora ecuatoriana. Fue la ministra de Salud Pública del Ecuador, entre 2021 y 2022; en el gobierno de Guillermo Lasso.

## Biografía
Ximena Patricia nació el 11 de enero de 1971, en la ciudad ecuatoriana de Quito.
Obtuvo el título de doctora en Medicina, por la Universidad Central del Ecuador. Cuenta con un PhD en Salud Pública con concentración en Salud Ocupacional y un Posdoctorado en Investigación de Salud Ocupacional y Epidemiología Ocupacional, ambos por la Universidad del Sur de Florida.

### Trayectoria
- Subdirectora Técnica Médica y Subdirectora de Docencia e Investigación del Hospital General del Sur de Quito del Instituto Ecuatoriano de Seguridad Social (IESS).
- Coordinadora General de Docencia del Hospital de Especialidades Carlos Andrade Marín.

Se ha desempeñado como docente de pregrado y posgrado en universidades en Ecuador y Estados Unidos en las cátedras de Salud Pública y Epidemiología Ocupacional, entre otras.
También ha estado a cargo de diseñar Maestrías de Salud Pública y Medicina del Trabajo para universidades ecuatorianas.
Ministra de Estado
El 26 de abril de 2021, el presidente electo Guillermo Lasso la nombró ministra de Salud Pública; asumiendo el cargo el 24 de mayo del mismo año, con el inicio de gobierno.
Tuvo la tarea de inmunizar a la población ecuatoriano en el marco del programa de vacunación universal del COVID-19, por el cual tenía el objetivo de inmunizar a cerca de 9 millones de ecuatorianos y también de implementar programas de salud pública nacional.
El 5 de julio del 2022, el presidente Lasso aceptó su renuncia al ministerio.

## Distinciones
El mismo día que se hizo formal su salida del ministerio de Salud Pública, el presidente Guillermo Lasso la condecoró con la Orden Nacional al Mérito, en el grado de Gran Cruz.